# (32014) Bida
(32014) Bida est un astéroïde de la ceinture principale.

## Description
(32014) Bida est un astéroïde de la ceinture principale. Il fut découvert le 26 avril 2000 à la station Anderson Mesa par le programme de relevé astronomique LONEOS. Il présente une orbite caractérisée par un demi-grand axe de 2,21 UA, une excentricité de 0,24 et une inclinaison de 6,5° par rapport à l'écliptique.